# 塔納功·斯里班宗
塔納功·斯里班宗（羅馬化：Thanakorn Sribanjong，1995年9月17日—），小名Hone，為泰國第7電視台旗下男演員。

## 個人簡歷

### 生平
Hone於1995年9月17日出生於泰國北欖府，為家中老么，有兩個姊姊。父親為喜劇演員，也是"Baby Joke"喜劇俱樂部的前任領導人塔納·斯里班宗（羅馬化：Thanat Sribanjong，別名"Ao Baby Joke"。

### 教育
Hone畢業於Wat Sukakhon School（โรงเรียนวัดสุขกร）、Triam Udom Suksa Nomklao School與蘭實大學傳播藝術學院。

### 演藝經歷
Hone開始進軍娛樂圈，是從父親的喜劇節目開始，在圈內與另一位朋友Hoi Baby Joke一起使用Hone Baby Joke這個名字，後來被人們稱為Hoi-Hone。組合結束後，即回去完成學業。
2013年，Hone參加由著名喜劇演員Ped Chern-yim主持的The Comedian Thailand Season #1比賽，憑藉他的歌唱和表演能力，他再次回歸這個行業。他在比賽中的歌曲創作使他獲得了第二和第三名。直到比賽結束，他的最終名次仍保持在前20名。
2014年，簽約泰國第7電視台擔任演員時，首部戲劇作品為《苦力勞動者》。

## 影視作品

### 電視劇
| 首播年份 | 戲名               | 戲名       | 播放平台      | 角色                | 備註 |
| 首播年份 | 譯名               | 原文名     | 播放平台      | 角色                | 備註 |
| 2003年   | 《佛法無邊》       |            | Ch3Thailand   | Choti               | 客串 |
| 2009年   | 《愛之魂系列》     |            | 泰國第5電視台 | Chai                | 客串 |
| 2011年   | 《船屋2011》       |            | 泰國第5電視台 | Nop                 | 客串 |
| 2015年   | 《苦力勞動者》     |            | Ch7HD         | Duang               | 配角 |
| 2015年   | 《愛在派出所》     |            | Ch7HD         | Chomkol Khanongphol | 配角 |
| 2016年   | 《阿嬤公寓》       |            | Ch7HD         | Tonkla              | 未知 |
| 2016年   | 《惡魔之子2》      |            | Ch7HD         | Manop               | 配角 |
| 2017年   | 《風味絕配》       |            | Ch7HD         | Phonlawat           | 配角 |
| 2017年   | 《聖人光環》       |            | Ch7HD         | Chao Saechoy        | 配角 |
| 2017年   | 《征服惡魔的戒指》 |            | Ch7HD         | Tan                 | 主演 |
| 2017年   | 《伊森牛仔》       |            | Ch7HD         | Tone                | 配角 |
| 2018年   | 《七河國》         |            | Ch7HD         | Prai                | 配角 |
| 2018年   | 《愛情恰恰舞》     |            | Ch7HD         | Sadudee             | 主演 |
| 2019年   | 《槍手情曲》       |            | Ch7HD         | Han Thaluang        | 主演 |
| 2019年   | 《槍手情曲》       | Han Bankok | Ch7HD         |                     | 主演 |
| 2019年   | 《謎音符管》       |            | Ch7HD         | Tan Paknampo        | 配角 |
| 2020年   | 《炸藥大師》       |            | Ch7HD         | Peuak               | 主演 |
| 2021年   | 《沙石藍天2021》   |            | Ch7HD         | Chatchok （Din）    | 主演 |
| 2021年   | 《愛溢香氣》       |            | Ch7HD         | Yaim                | 主演 |
| 2022年   | 《縈念》           |            | Ch7HD         | Phawin              | 主演 |
| 2022年   | 《猛虎勇士》       |            | Ch7HD         | Khomprach           | 配角 |
| 2023年   | 《女醫護與鄉下男》 |            | Ch7HD         | Sah                 | 主演 |
| 2023年   | 《酸辣蟹蟹2023》   |            | Ch7HD         | Nonthaphat （Non）  | 主演 |
| 2024年   | 《勇者不懼》       |            | Ch7HD         |                     | 配角 |
| 2024年   | 《神秘預兆》       |            | Ch7HD         | Anon                | 配角 |

### 單元劇
| 首播年份 | 戲名                       | 戲名   | 播放平台 | 角色 | 備註 |
| 首播年份 | 譯名                       | 原文名 | 播放平台 | 角色 | 備註 |
| 2016年   | 《國王的榮譽之最後的曙光》 |        | Ch7HD    | Big  | 配角 |

### 電影
| 上映年份 | 片名                 | 角色 | 備註           |
| 2009年   | 《Moment In Love》   | 未知 | 自導自演的作品 |
| 2014年   | 《The Ghost Father》 | 未知 | 配角           |

## 外部連結
- 塔納功·斯里班宗於Ch7HD的簡介 （页面存档备份，存于）（泰文）
- 塔納功·斯里班宗的Facebook專頁（泰文）
- 塔納功·斯里班宗的Instagram帳戶（泰文）
- 塔納功·斯里班宗的官方YouTube頻道 （页面存档备份，存于）（泰文）
- 塔納功·斯里班宗於YouTube的音樂頻道 （页面存档备份，存于）（泰文）